# 179 Klytaemnestra
Klytaemnestra (asteroide 179) é um asteroide da cintura principal com um diâmetro de 77,69 quilómetros, a 2,6273853 UA. Possui uma excentricidade de 0,1155056 e um período orbital de 1 869,96 dias (5,12 anos).
Klytaemnestra tem uma velocidade orbital média de 17,28137941 km/s e uma inclinação de 7,81766º.
Este asteroide foi descoberto em 11 de Novembro de 1877 por James C. Watson.
Este asteroide recebeu este nome em homenagem à personagem Clitemnestra, da mitologia grega.